# Elisabeth von Sydow
Elisabeth Angelika Antonie Margarethe von Sydow (* 23. April 1887 auf Schloss Falkenberg in Falkenberg, heute Niemodlin; † 19. April 1947 in London) war eine deutsche Gebrauchsgrafikerin und Illustratorin. Sie war eng mit der Schule Reimann verbunden.

## Leben und Werk

### Werden
Sie war die Tochter von Angelika Freiin von Schuckmann (1860–1939) und Günther von Sydow (1855–1924). 1885 wurde die Schwester Erika, 1888 die Schwester Gisela und 1892 die Schwester Angelika geboren. Alle Schwestern kamen im damaligen Falkenberg zur Welt.
Bereits als Kind illustrierte Elisabeth von Sydow alles, was ihr durch den Kopf ging. Später war sie in Berlin Schülerin von Adolf Meyer. In den Jahren 1908 bis 1914 lebte sie in Paris und München: Hauptsächlich beschäftigte sie sich dort mit Plastik. Gleichzeitig arbeitete sie in der Schule von Paul Renner und Emil Pretorius im Bereich Buchgewerbe, Schrift und Plakat. Im Jahr 1914 erhielt sie bei einem Reklame-Wettbewerb für das Haus der Frau auf der Kölner Werkbundausstellung mehrere Preise. Ein Plakatentwurf wurde von der Firma J. C. König & Ebhardt ausgezeichnet. Einen weiteren Preis erhielt sie für den Entwurf einer Reklamemarke für die Firma Dr. Oetker, für die sie das vom Lithographen Theodor Kind entworfene Logo „Hellkopf“ verwendete. Ihr Plakat für das Hohenzollern-Kunstgewerbehaus wurde mit einem zweiten Preis ausgezeichnet.

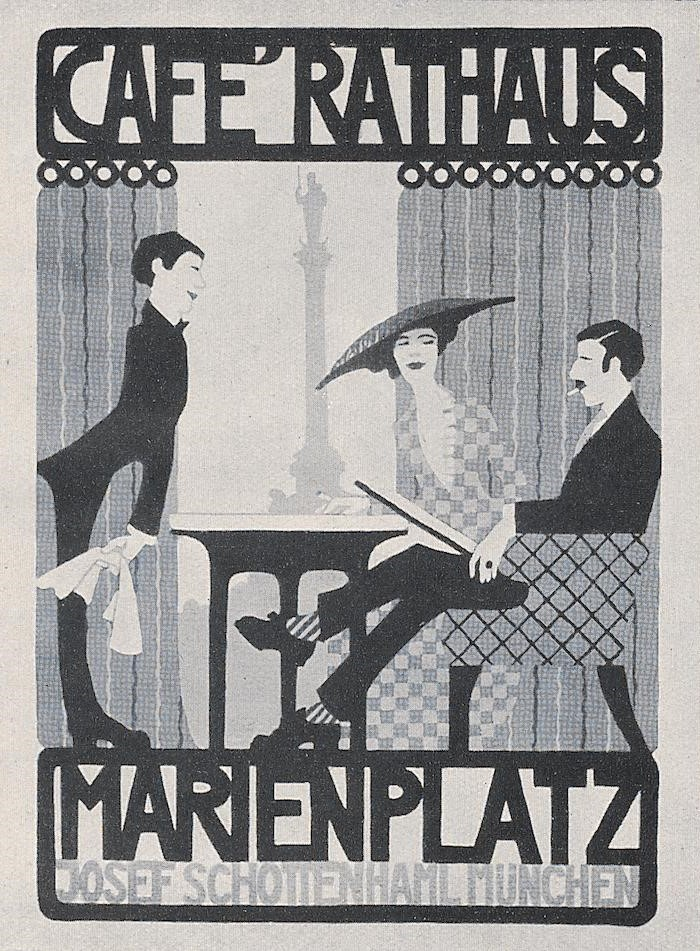
Elisabeth von Sydow, Caféhaus-Plakat, SW-Darstellung, 1914

Im Jahr 1914 veranstaltete der Rheinisch-Westfälische Frauenverband eine Ausstellung im Landesmuseum Münster, dem heutigen LWL-Museum für Kunst und Kultur. Ihr Entwurf für ein Caféhaus-Plakat wurde dabei besonders gewürdigt:

„Zum Schluß sei die Bekanntschaft mit einem jungen, kräftig aufstrebenden Talent vermittelt, der in München wirkenden Elisabeth von Sydow, gleich den beiden Niemers durch verwandtschaftliche Beziehungen mit Münster verknüpft. Ihre Arbeiten brachten der Ausstellung eine willkommene Erweiterung in die Grenzgebiete der reinen und der angewandten Kunst. Als das Beste wird hier ein leider nicht zur Ausführung gelangter Plakatentwurf gegeben, der, von speziell neumünchnerischer Haltung, mit den besten Münchener Plakaten konkurrieren kann. Es ist ein Plakat, wie es sein soll, auffällig und fesselnd, ein Ziel, das durch rein künstlerische Mittel erreicht ist; es ist kräftig und einfach in Zeichnung und Farbe, und vorzüglich ist die pointiert witzige Behandlung dieser Cafehausmenschen gelungen.“

### Berlin

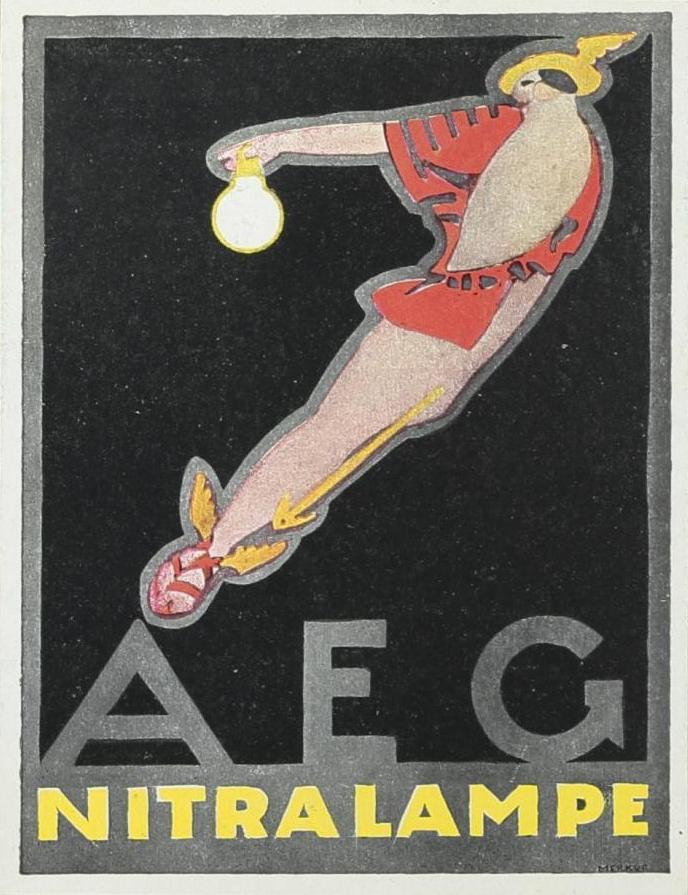
Elisabeth von Sydow, AEG Nitralampen-Plakatwettbewerb 1916

1915 kehrte sie nach Berlin zurück. Im Jahr 1916 wurde ihr Plakatentwurf des „Fliegenden Merkur“ beim AEG-Plakatwettbewerb für eine Nitra-Lampe mit einem zweiten Preis (500 Mark) ausgezeichnet. Ihr Plakatentwurf 1916 wurde im Juliheft der Zeitschrift Das Plakat. Zeitschrift des Vereins der Plakatfreunde e. V. abgebildet.
Im Jahr 1917 beteiligte sie sich abermals an den Wettbewerben der Werkbund-Ausstellung. Für Reklamemarken der Firma Dr. Oetker erhielt sie den ersten und zweiten Preis. Ein Plakat des Hohenzollern Kunstgewerbehauses wurde mit dem zweiten Preis ausgezeichnet. Ebenfalls 1917 war Elisabeth von Sydow vorübergehend in der Anzeigenentwurfsabteilung des Ullstein Verlags tätig. Dort fertigte sie Zeichnungen für Anzeigen an und stellte vielfach mondäne Frauenfiguren dar. Damit traf sie vor allem dem Geschmack des Großstadtpublikums.
1918 wurde eine quadratförmige Reklamemarke, die sie für A. M. Eckstein und Söhne entwarf, bei einem weiteren Wettbewerb angekauft. Bei einem Plakat-Wettbewerb für Kriegsanleihen, der vom Verein der Plakatfreunde ausgeschrieben wurde, erhielten zwei ihrer Entwürfe eine lobende Erwähnung. Beim Wettbewerb für ein Plakat der Deutschen Frauenhaar-Sammlung mit 503 Arbeiten aus 317 Einsendungen wurden 7 Preise und 8 Belobigungen vergeben. Der Entwurf von Elisabeth von Sydow wurde in der Zeitschrift abgedruckt und erhielt eine der Belobigungen. Besonders herausgehoben wurde die Farbigkeit ihres Plakates, die aber in der schwarz-weißen Darstellung im Heft nicht zu Geltung kam. Im Jahr 1919 beschäftigte sie sich mit Aufträgen für plastisch gestaltete Bildnisse. Sydow gestaltete 1919 die Titelseite und die Titelleiste des März-Heftes der Zeitschrift Das Plakat. Auf den Seiten 93 bis 95 wurden kleine Zierbilder veröffentlicht.
Von Sydow schuf die Illustrationen für das im Jahr 1919 erschienene Buch „Diana und Endymion“ von Christoph Martin Wieland, erschienen im Axel Juncker Verlag als Band 34 der Orplidbücher.
In der Zeitschrift Das Plakat wurde sie 1920 als eine von vier Frauen im Artikel „Unsere Reklamekünstler“ vorgestellt. Wie in einem Poesiealbum gestaltete jede Künstlerin dort eine Doppelseite zur eigenen Person mit eigenen Werken. Von Sydow zeichnete sich unter einem Obstbaum als Gärtnerin. Auf Blumen posieren dazu kleine Frauenfiguren.
Im Jahr 1921 nahm sie an der Ausstellung Das künstlerische Plakat im Landesmuseum Münster teil. Im Wettbewerb der Hamburg-Amerikanische Packetfahrt-Actien-Gesellschaft 1924 erhielt sie den ersten Preis für ein Kalenderblatt, der eine Freifahrt der Hamburg-Amerika-Linie erster Klasse beinhaltete. Sie startete als damals 38-jährige am 9. Mai 1925 mit dem Dampfschiff Toledo zu einer Seereise von Hamburg nach Santander.
Swantje Kuhfuss-Wickenheiser führt die über vierzigjährige Elisabeth von Sydow in ihrem Buch über die Schule Reimann in der Zeit um 1930 als Studentin der Berliner Schule auf, obwohl sie eine erfahrene, mit Preisen ausgezeichnete Grafikerin war. Sie nennt die Studienfächer Gebrauchsgrafik und Schaufenstergestaltung.

Arbeiten
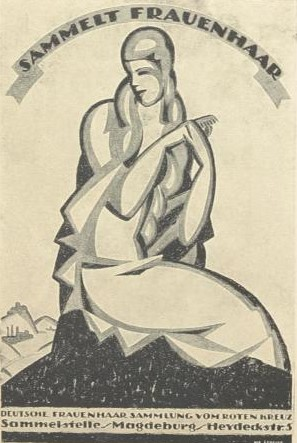
Sammelt Frauenhaar, 1918
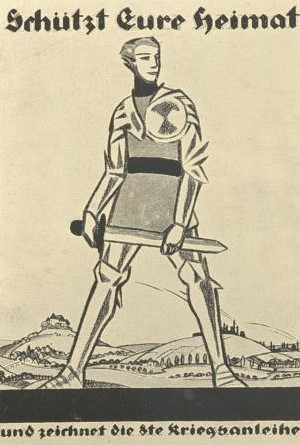
Kriegsan-leiheplakat, 1918
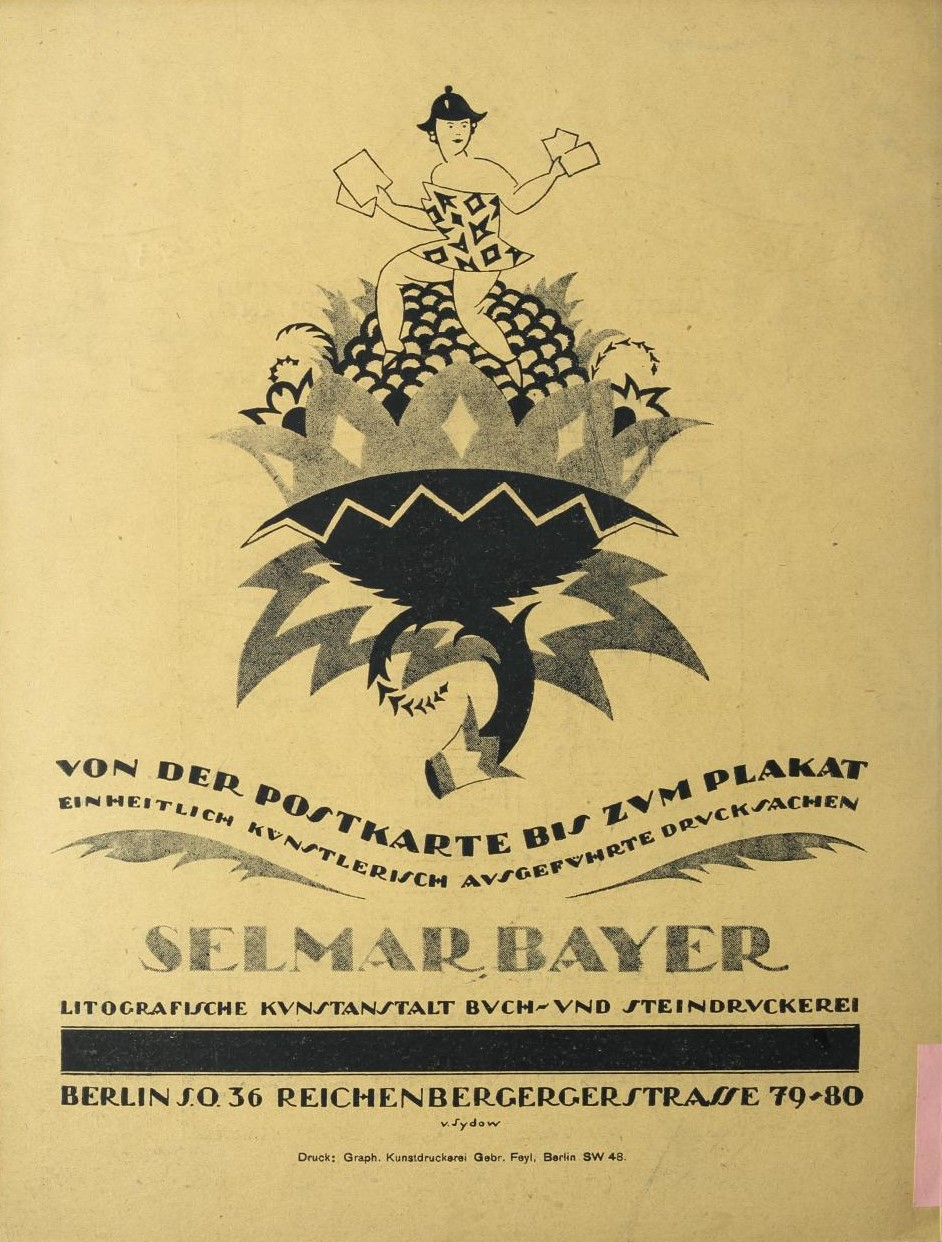
Illustration, 1920
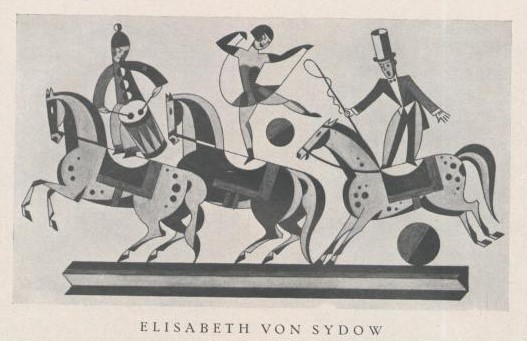
Illustration, 1926

### London
Gemeinsam mit der Kollegin Else Taterka, die an der Reimann-Schule Berlin von 1916 bis 1935 lehrte, siedelte sie nach London über. Beide waren im Jahr 1939 in einer Wohnung im Londoner Stadtteil Wandsworth mit der Berufsbezeichnung „Teacher & Commercial Artist“ gemeldet. Eine Karteikarte vom 31. Oktober 1939 weist von Sydow als „Female Enemy Alien – Exemption from Internment – Non-Refugee“ aus. Sie wurde demnach bei Kriegsbeginn weder interniert noch aus Großbritannien ausgewiesen.
Taterka und Sydow lehrten an der Reimann School, für die sie auch das Schul-Logo entwarfen. Sydow lehrte Display Detail, Commercial Design und Fine Arts. Der Briefwechsel zwischen Dorothy und Arthur Cooper (Leiter der Reimann School) und von Sydow (angesprochen als „Sy“) sowie Taterka („Ta“) befindet sich im Design-Archiv der University of Brighton.
Elisabeth von Sydow starb wenige Tage vor ihrem 70. Geburtstag in London. Ihren Nachlass vermachte sie Heinz Reimann, dem Gründer der Londoner Reimann School & Studios und Sohn von Albert Reimann.